# Soussou (Burkina Faso)
Pour les articles homonymes, voir Soussou.
Soussou est une localité située dans le département de Oula de la province du Yatenga dans la région Nord au Burkina Faso.

## Géographie
Soussou se trouve à 3 km au nord-ouest de Oula, à 2,5 km au nord-est de Boursouma et à environ 12 km au sud-est du centre de Ouahigouya. Le village est à 2 km au sud-ouest de la route nationale 2 reliant le centre au nord du pays.

## Santé et éducation
Le centre de soins le plus proche de Soussou  est le centre de santé et de promotion sociale (CSPS) de Boursouma tandis que le centre hospitalier régional (CHR) se trouve à Ouahigouya.